# Un sacco bello
Pour plus de détails, voir Fiche technique et Distribution.
Un sacco bello est un film italien réalisé par Carlo Verdone, sorti en 1980. 

## Synopsis
Carlo Verdone interprète trois personnages dans une Rome ensoleillée et déserte au mois d'août, dans la période de Ferragosto : 
- Enzo, jeune homme presque trentenaire, sans amis, à la recherche désespérée de compagnons pour un "tour du sexe" en Pologne, portant avec lui des stylos à bille et des bas en nylon, réussit à convaincre un Sergio démotivé de l'accompagner dans son étrange projet.

Partant à bord d'une Fiat Dino Spider noire, ils croisent les deux autres personnages sans avoir le temps d'en faire la connaissance. Alors qu'ils ont à peine quitté la ville, Sergio somatise son insécurité par un grand malaise et Enzo se voit obligé de s'arrêter dans un hôpital. Pendant qu'il divertit les infirmiers et les garde-malades avec des histoires farfelues sur ses aventures, son ami apprend qu'il doit rester à l'hôpital en raison de calculs biliaires et le voyage part en fumée.
- Leo est un jeune homme ingénu et quelque peu maladroit originaire de Trastevere et obsédé par sa mère qui l'attend pour les vacances à la mer. En sortant de la maison, il rencontre Marisol, une jeune femme espagnole en vacances et en mauvaise posture, et accepte de l'accompagner à Rome. Il finira par l'accueillir dans sa demeure et organiser un agréable souper sur la terrasse. Malgré une ambiance intime qui crée des rapprochements au cours de la soirée, les tentatives de Leo sont freinées par l'entrée en scène du petit copain de Marisol.
- Ruggero, convaincu d'avoir eu une vision mystique, vit en retrait de la société dans une commune près de Città della Pieve, professant l'amour libre et le détachement du monde matérialiste. À Rome, avec ses confrères et sa copine Fiorenza, tout en mendiant à un coin de rue, il tombe sur son père (Mario Brega), qui l'invite à passer un après-midi à la maison pour tenter de le convaincre de retourner à une vie normale. Le duo rencontre des personnages caricaturaux, tous interprétés par Verdone, que le père invite à les rejoindre en espérant acquérir de cette manière un plus grand pouvoir de persuasion. Le prêtre Alfio, le cousin Anselmo et un professeur autoritaire se joignent à Ruggero et à son père, mais la discussion dégénère en un dialogue de sourds.

Épilogue Au beau milieu de la nuit, une explosion retentit dans la capitale en raison d'un attentat terroriste. Enzo cherche encore un compagnon pour son voyage en Pologne. Leo s'éveille complètement seul à nouveau, tandis que Ruggero revient à sa vie d'antan, rongé par les doutes sur ses choix. 

## Fiche technique
- Titre : Un sacco bello
- Réalisation : Carlo Verdone
- Scénario : Carlo Verdone, Leonardo Benvenuti et Piero De Bernardi
- Production : Romano Cardarelli et Sergio Leone
- Musique : Ennio Morricone
- Pays d'origine : Italie
- Format : Couleurs
- Genre : Comédie
- Durée : 99 minutes
- Dates de sortie : 
  - Italie : 19 janvier 1980

## Distribution
- Carlo Verdone: Enzo, Ruggero, Leo, don Alfio, Anselmo, professeur
- Mario Brega: Mario
- Renato Scarpa: Sergio
- Veronica Miriel: Marisol
- Isabella De Bernardi: Fiorenza
- Sandro Ghiani: Cristian
- Maria Mizar Ferrara: Angelicuccia
- Luciano Bonanni: le vieil infirmier
- Alfredo Ciarpelloni: l'infirmier qui tient un journal
- Filippo Ciro: le "Dottorino"
- Pietro Zardini: un vieux
- Eolo Capritti: l'automobiliste
- Ada Crostona: la vendeuse de noisettes
- Lina Franchi: l'infirmière de l'hôpital
- Fausto Di Bella: le petit ami de Marisol
- Filippo Trincia: l'homme qui regarde par la fenêtre
- Nello Appodia: l'homme qui jette de l'eau sur l'huile sur la route